# Cantone di Beaune-Sud
Il Cantone di Beaune-Sud era una divisione amministrativa dell'arrondissement di Beaune.
A seguito della riforma approvata con decreto del 18 febbraio 2014, che ha avuto attuazione dopo le elezioni dipartimentali del 2015, è stato soppresso.

## Composizione
Comprendeva parte della città di Beaune e i comuni di:
- Bligny-lès-Beaune
- Chevigny-en-Valière
- Chorey-les-Beaune
- Combertault
- Corcelles-les-Arts
- Ébaty
- Levernois
- Marigny-lès-Reullée
- Merceuil
- Meursanges
- Montagny-lès-Beaune
- Ruffey-lès-Beaune
- Sainte-Marie-la-Blanche
- Ladoix-Serrigny
- Tailly
- Vignoles